# 希臘封神榜
《天神向前衝》（韓語：그리스 로마 신화 올림포스 가디언），是南韓SBS電視台於2002年製播的電視動畫，改編自2000年由Gana出版社出版，洪恩英編繪的漫畫系列圖書《希臘羅馬神話故事》。动画由SBS、SBS Prodiction、SBSi、GANA MEDIA、同友 ANIMATION等五家公司共同投资制作，全39话。香港以《希臘封神榜》命名于2005年3月18日在翡翠台播出；台湾以《天神向前衝》命名于2004年在東森幼幼台播出，中国大陆/中国内地则以《奥林匹斯星傳》命名在中央电视台少儿频道的《动漫世界》播出。剧場版《天神向前衝：巨人的反撃》（올림포스 가디언: 기간테스 대역습）于2005年7月28日在南韓上映。

## 故事背景
這部作品以一對喜歡神話的兄妹發現父親桌上放著時下最火紅的故事書《古希臘羅馬神話故事》，不過他們根本看不懂裡面的文字。然後父親知曉兒女居然對此毫無所知後就開始「講古」。所有故事皆以這個家庭的互動隨之展開。
遠古時期神王克羅諾斯害怕孩子未來篡奪他的權位，並在他們出生後立即吞下他們。但隨後於心不忍的王后瑞亞暗中用石頭偷偷將宙斯調包，並交給女傭帶著他逃到一個安全的地方——克里特島。隨著時間的推移，宙斯長大成人，從神樹上知曉了身世。然後宙斯前往黑暗的奧林匹斯神殿以拯救被父親吞噬的兄弟姐妹。
宙斯去了奧林匹斯神殿，帶著墨提斯給予的藥草誘導嘔吐，成功救出兄弟姐妹。隨後在瑞亞與普羅米修斯等不滿父親殘暴統治的諸神幫助下，宙斯與手足們聯合所有反對勢力，成功擊敗父親與泰坦神族聯軍。開啟新時代創立奧林匹斯政權，展開了諸多令後世津津樂道的神話故事。

## 角色
所有譯名以實際播出字幕為準，台版現今以百度百科有出現的名字為準；中國内地與香港則以百度百科與網路現存影像資料為準。唯一能完全確定角色與陣容的只有香港版。中國内地版只知配音演员為倪康、姚培华、王肖兵、郭易峰、张欣、鲁俊、翟巍、袁国庆、李丹青、范楚绒（原名范蕾颖）、黄笑嬿、冯骏骅，其中一些配音员所对应的角色也已经确认。

### 主要角色

#### 講故事
- 爸爸（지우와 지연의 아빠）配音：李奉俊（이봉준）（韓國）；梁志达（香港）；孫中台（台灣)；倪康（内地/大陆）

本劇三位核心人物之一，一位四十歲的畫家，也是所有故事的主講者。
- 小俊（台）、智友（陆/港）（지우）配音：李米賈（이미자）（韓國）；黃鳳英（香港）；雷碧文（台灣）；范楚绒（内地/大陆）

本劇三位核心人物之一，家裡的哥哥，就讀小學五年級。
- 小妍（台）、智燕（陆/港）（지연）配音：禹貞新（우정신）（韓國）；林元春（香港）；王瑞芹（台灣）；黄笑嬿（内地/大陆）

本劇三位核心人物之一，家裡的妹妹，就讀小學二年級。
- 尚雅（陆/港）（상아）配音：張慶熙（장경희）（韓國）；陈凯婷（香港）

智燕的朋友。第6集跟智燕玩牌吵架，第8集出現在電視上唱主題曲。

#### 奧林帕斯十二神
本作十二神與神話實際陣容可能些許不同。角色情節以作品發生為準，可能會因經過改編而與神話有牴觸或有所潤飾不同。
- 宙斯（제우스）配音：홍시호(1~14、16~39集), 장광(15集)（韓國）；潘文柏（香港）；魏伯勤（台灣）；王肖兵（内地/大陆）

第三代眾神之王，希拉幼弟兼丈夫。是天空、乌云与雷电的神，至高无上的主神天神。罗马对应神是朱庇特，是八大行星中最大的木星。
- 希拉（台）、赫拉（陆/港）（헤라）配音：강희선（韓國）；梁少霞（香港）；王瑞芹（台灣）；范楚绒（内地/大陆）

第三代，宙斯幼姊兼妻子。保护女性权利与生育婚姻的女神。生性善妒，常利用很多手段打击丈夫宙斯的情妇和他的私生子。罗马对应神是朱诺。
- 波西頓（台）、波塞冬（陆/港）（포세이돈）配音：안종덕(1、2集), 김관진(3~6、10、32~39集), 신성호(7、13~25集)（韓國）；李锦纶（香港）；賀宇傑（台灣）；倪康（内地/大陆）

海神，宙斯二哥。地位仅次于宙斯。他以三叉戟主宰並掌管海洋、水域，在水上拥有无上的权威。是马匹的保护神。罗马对应神是尼普顿。八大行星中的海王星。
- 黑帝士（台）、哈德斯（陆/港）（하데스）配音：김승태(1集), 홍승섭(2~5集), 구자형(22集), 김우정(35集)（韓國）；招世亮（香港）；魏伯勤（台灣）; 王肖兵（内地/大陆）

冥王，宙斯大哥。因為對宙斯和狄蜜儿的女兒波瑟芬一見鍾情，將後者帶往冥界成親，造成和狄蜜兒之間的矛盾。後來經由宙斯協調讓波瑟芬有半年時間和狄蜜兒相聚、半年時間和黑帝士待在冥界生活。罗马的对应神是普鲁托。八大行星中的冥王星。
- 阿波罗（아폴론）配音：엄태국(2集), 손원일(3~7、10~14、17~39集), 김승준(8集), 윤복성(15集)（韓國）；苏强文（香港）；孫中台（台灣）；张欣（内地/大陆）

宙斯与黑暗女神勒托之子，太陽与艺术之神，既是音樂家、詩人，也是神射手。本作設定為孿生哥哥。罗马的对应神是阿波罗（福玻斯）。代表太陽。
- 阿缇米思（台）、狄安娜（陆）、阿耳忒弥斯（港）（아르테미스）配音：김혜미(2集), 우정신(26~39集)（韓國）；黄凤英（香港）；雷碧文（台灣）；冯骏骅（内地/大陆）

宙斯与黑暗女神勒托之女，月亮与狩猎女神，本作設定為孿生妹妹。罗马的对应神是狄安娜。代表月亮。
- 雅典娜（아테나）配音：차명화(2~7、11~17、39集), 우정신(10集), 이미자(32~35集)（韓國）；曾佩仪（香港）；雷碧文（台灣）；冯骏骅（内地/大陆）

宙斯與墨提斯之女，戰爭和智慧女神，本作設定為銀灰髮小麥膚色身著淺藍色鎧甲之高挑少女。罗马的对应神是密涅瓦。
- 赫密士（台）、赫爾墨斯（陆/港）（헤르메스）配音：김영선（韓國）；黄启昌（香港）；賀宇傑（台灣）；翟巍（内地/大陆）

宙斯與泰坦神後裔玛雅（台）/迈亚（中/港）之子，阿波罗同父異母弟（第8集）。传令神兼冥界引路神（第22集），常常在宙斯所託下「跑腿」。本作設定為橘髮碧綠衣之少年。喜歡惡作劇，同時也「兼任」全劇所有活動主持人。罗马的对应神是墨丘利。八大行星中的水星。
- 維納斯（台/陆）、阿芙羅黛蒂、阿佛洛狄忒（港）（아프로디테）配音：최덕희(4~8、10集), 김정주(9集),지미애(22~39集)（韓國）；林元春（香港）；王瑞芹（台灣）；黄笑嬿/姚培华（第5集）（内地/大陆）

愛與美之神，邱比特之母。本作中一些重要事件之提議皆出自她之口（如第7集）。平日個性溫柔，但只要遇到有關美的事情就會變得善妒或生氣。原對兒子私自迎娶赛姬之事極端憤怒，甚至給予3項考驗想整死她，最後在宙斯勸說與阿波罗附和下才放下成見。罗马的对应神是維納斯。八大行星中的金星。
- 赫菲斯托斯（헤파이스토스）配音：김관진)（韓國）；邝树培（香港）；賀宇傑（台灣）；李丹青（内地/大陆）

工匠神，本作中只負責當幫襯與搞笑。罗马对应神是兀兒肯。
- 阿瑞斯（아레스）配音：홍승섭(3、4集), 정승욱(17集), 안종덕(23集)（韓國）；冯锦堂（香港）；賀宇傑（台灣）；李丹青（内地/大陆）

宙斯和希拉的兒子，戰神，本作中並無顯著情節。只在第6與37集被母親希拉變為青蛙。維納斯的情夫。力量與權力的象徵，也是人類災禍的化身。罗马的对应神是馬爾斯。八大行星中的火星。
- 狄蜜儿（台）、德墨忒耳（陆/港）（데메테르）配音：이미자（韓國）；陈凯婷（香港）；雷碧文（台灣）；姚培华（内地/大陆）

農業女神，宙斯二姊兼第四任妻子，和宙斯育有一女「波瑟芬」。平日個性溫柔，但只要遇到有關愛女波瑟芬的事情就會變得生氣或哀傷。情緒甚至會將周遭大肆破壞令環境寸草不生，也是唯一讓眾神感到害怕的女神。因第22集維納斯認為波瑟芬搶走其風采，所以就「哄騙」狄蜜儿想將她「藏起來」。雖然間接造成波瑟芬被黑帝士娶為冥后，不過維納斯仍以過去對兒子的經歷來安慰狄蜜儿。第38集因眾神來到宇宙後隊無盡星空感到煩悶，所以宙斯就放煙火取悅她。其餘集數中只是用來當背景人物或陪襯。罗马的对应神是刻瑞絲。

#### 其他诸神、人物
- 赫斯提亚

火种炉灶及家宅的女神。赫拉、德墨忒尔、宙斯的大姐。與雅典娜和阿耳忒彌斯並稱為奧林匹斯三大處女神，奥林匹斯十二主神之一。
- 狄俄尼索斯

葡萄酒与戏剧的神，奥林匹斯十二主神之一。他是宙斯和塞墨勒的儿子。
- 厄俄斯

曙光与黎明的女神。是提坦神许珀里翁与忒亚的女儿，太阳神赫利俄斯和月亮女神塞勒涅的姐姐。
- 赫利俄斯

提坦神许珀里翁与忒亚的儿子，黎明女神厄俄斯的弟弟和月亮女神塞勒涅的哥哥。是掌管太阳升起落下的神，太阳车神驭手。
- 塞勒涅

掌管月亮升起落下的女神，月亮神车驭手。
- 厄洛斯、邱比特

战神阿瑞斯和爱神阿佛洛狄忒所生的儿子，与母亲一样是掌管爱情与婚姻的神。爱上人间女子普赛克，普赛克是罗马公主，历经千难万险，最后和丘比特在一起。
- 泰美斯

公正女神，掌管法律及正义。作为法律和正义的女神。
- 厄里斯

不和、争吵及纷争的神，也是灾祸女神。传说珀琉斯国王同海洋女神结婚，邀请了所有的神参加婚礼，惟独没请厄里斯。于是厄里斯决意报复，暗中把一只金苹果扔在愉快的嘉賓們中间，上面写到：“送给最美丽的女人。” 天后赫拉、智慧女神雅典娜以及爱神阿佛洛狄忒都觉得自己是最美丽的，应该得到这个金苹果，众神也纷纷争论起来三位女神谁更美。赫耳墨斯带领三位女神从圣山到山下，遇见了牧羊人装束的特洛伊王子帕里斯，于是请他裁决。为了得到这个金苹果，她们分别以权力、荣誉和美女相许，帕里斯想要得到世上最美的女人，就将苹果给了阿佛洛狄忒。也是引發特洛伊战争的导火线。
- 忒提斯

海洋女神，黎明女神厄俄斯的弟弟和月亮女神塞勒涅的哥哥。是掌管太阳升起落下的神，太阳车神驭手。
- 达芙妮

河神的女儿，因丘比特的箭，被阿波罗所爱，最后被父亲变为一株月桂树，也称为月桂女神。
- 普羅米修斯

先知之神大地之母蓋亞與烏拉諾斯的女兒忒彌斯與伊阿珀托斯的兒子。與智慧女神雅典娜共同創造了人類，普羅米修斯負責用泥土雕塑出人的形狀，雅典娜則為泥人灌注靈魂，並教會了人類很多知識。當時宙斯禁止人類用火，他看到人類生活的困苦，幫人類從阿波羅偷取了火，因此觸怒宙斯。將他鎖在高加索山的懸崖上，派一隻鷹去吃他的肝，又讓他的肝重新長上，使他日日承受被啄食肝臟的痛苦。
- 厄庇墨透斯

后知之神，普羅米修斯之弟。潘多拉之夫。
- 迈亚

赫尔墨斯的母亲。
- 赫柏

青春女神，宙斯与赫拉之女，也是奥林匹斯山诸神的斟酒官，后来她嫁给升上天界的大力神赫拉克勒斯。
- 赫拉克勒斯、赫丘力士、海克力士

宙斯之子，希臘神話最偉大的半神英雄。
- 阿尔克墨涅

赫拉克勒斯之母。
- 潘

畜牧神，掌管牧羊、自然、山林乡野，有着人一样的头和身躯，山羊的腿、角和耳朵。喜欢吹排箫，同时也是摩羯座的守护神。
- 潘朵拉

赫菲斯托斯用粘土做成的第一個女人，作為對普羅米修斯盜火的懲罰，送給人類的第一個女人。厄庇墨透斯之妻，因打開潘朵拉的盒子釋放出人世間的所有邪惡。
- 杜卡利翁

普罗米修斯之子。
- 皮拉

杜卡利翁之妻。
- 美杜莎

蛇发妖兽，過去是和海神波賽頓相戀的美麗女子。
- 阿耳戈斯

百眼巨人。
- 法厄同

赫利俄斯之子。
- 珀耳修斯

宙斯之子，安德洛墨達之夫。
- 达那厄

珀尔修斯之母。
- 奥德修斯

史詩《奧德賽》的主角，曾參加特洛伊戰爭。
- 阿塔兰忒

一位善於疾走的女獵手。
- 厄科

掌管赫利孔山的山嶽神女。
- 納西瑟斯

河神刻菲索斯與水澤神女利里俄珀之子。
- 克洛诺斯

天空之神烏拉諾斯和大地之神蓋亞的兒子。他推翻了父親烏拉諾斯的殘暴統治並且領導了希臘神話中的黃金時代，和雷亞結婚，但他怕自己會被孩子們給取代，所以吞下所有的孩子，唯獨宙斯沒有被吞下。直到他被自己的兒子宙斯推翻。
- 雷亞

時光女神，是蓋亞和烏拉諾斯的女兒，克洛諾斯的姐姐和妻子。與其結合生了六個孩子，他們分別是赫斯提亞、狄密特、希拉、黑帝斯、波塞頓和宙斯。
- 阿剌克涅

她有一雙極度擅長編織和刺繡的巧手，與雅典娜比賽織布時她的作品表現出她的傲慢和對神的不敬，被雅典娜變成蜘蛛。
- 忒修斯

在克里特島，米諾斯的女兒阿里阿德涅給了他一個線團，以便他在迷宮中標記退路。成功殺死了米諾陶洛斯並帶領其他雅典人逃離了迷宮。
- 阿喀琉斯

參與了特洛伊戰爭，被稱為「希臘第一勇士」。
- 代达洛斯

來自雅典，他來到克里特島為國王米諾斯建造了一座迷宮，用於關押半牛半人的怪物彌諾陶洛斯。用羽毛和蜜蠟給自己和兒子伊卡洛斯（Icarus）製成翅膀。
- 伊卡洛斯

代達羅斯的兒子，與父親使用蠟造的翅膀逃離克里特島時，因飛得太高，雙翼遭太陽溶化跌落水中喪生。
- 俄耳甫斯

曾進入冥土試圖將妻子帶回陽間，但以失敗告終。
- 欧律狄刻

嫁給俄耳甫斯。在她死後，俄耳甫斯進入冥土試圖將她帶回，但以失敗告終。
- 迈达斯

弗里吉亞國王，以巨富著稱；關於他點石成金以及驢耳朵的故事非常有名。
- 柏勒洛丰

得到神的幫助捕獲了天馬佩加索斯，並且打倒怪獸喀邁拉。
- 卡德摩斯

腓尼基國王阿革諾耳之子，福尼克斯、喀利克斯和歐羅巴的兄弟。

## 主題曲
- 原版

《希臘羅馬神話 （页面存档备份，存于）》（올림포스 가디언）（又名：奥林匹斯十二神）
作詞 - デニアン / 作曲 - イ・ギュテ / 歌 - g.o.d
- 香港粵語版

《希臘封神榜 （页面存档备份，存于）》（又名：神話）
作詞 - 陳詩慧 / 作曲 - 葉肇中 / 編曲 - 鄧智偉、張文輝 / 歌 - 黃宗澤

## 集數
- 中文翻譯參考群英社官網-天神向前衝 （页面存档备份，存于）

| 集數 | 中文標題                               | 韓文標題 | 播出日期 (Y/M/D) |
| ---- | -------------------------------------- | -------- | ---------------- |
| 1    | 奧林帕斯之神                           |          | 2004/4/6         |
| 2    | 普羅米修斯之火                         |          | 2004/4/12        |
| 3    | 潘朵拉的盒子                           |          | 2004/4/13        |
| 4    | 愛情與永恆 1                           |          | 2004/4/19        |
| 5    | 愛情與永恆 2                           |          | 2004/4/26        |
| 6    | 最美的女神是?                          |          | 2004/4/27        |
| 7    | 挑戰天神的織布大賽                     |          | 2004/5/3         |
| 8    | 古靈精怪的赫爾墨斯                     |          | 2004/5/4         |
| 9    | 阿塔蘭忒的賽跑招親                     |          | 2004/5/10        |
| 10   | 阿波羅的單戀                           |          | 2004/5/11        |
| 11   | 宙斯的微服出巡                         |          | 2004/5/17        |
| 12   | 柏勒洛豐與天馬                         |          | 2004/5/18        |
| 13   | 珀爾修斯與蛇髮女(上)                   |          | 2004/5/24        |
| 14   | 珀爾修斯與蛇髮女(下)                   |          | 2004/5/31        |
| 15   | 伊卡魯斯的翅膀                         |          | 2004/6/1         |
| 16   | 孔雀的由來                             |          | 2004/6/7         |
| 17   | 卡得摩斯與神龍                         |          | 2004/6/8         |
| 18   | 水仙花的由來                           |          | 2004/6/14        |
| 19   | 黃金手彌達斯                           |          | 2004/6/15        |
| 20   | 兄妹情深                               |          | 2004/6/21        |
| 21   | 俄耳甫斯的冥府尋妻                     |          | 2004/6/22        |
| 22   | 冥王的壓寨夫人                         |          | 2004/6/28        |
| 23   | 英雄海克力斯的誕生                     |          | 2004/6/29        |
| 24   | 海克力斯的12個試煉                     |          | 2004/7/5         |
| 25   | 英雄海克力斯的復活                     |          | 2004/7/6         |
| 26   | 月神阿緹米思的初戀                     |          | 2004/7/12        |
| 27   | 群雄會～50位英雄的冒險之旅             |          | 2004/7/13        |
| 28   | 尋找黃金羊毛                           |          | 2004/7/19        |
| 29   | 特修斯大戰牟奴托                       |          | 2004/7/20        |
| 30   | 派晟與太陽馬車                         |          | 2004/7/26        |
| 31   | 奧德修斯冒險記第一部～誤闖巨人島       |          | 2004/7/27        |
| 32   | 奧德修斯冒險記第二部～綺儷的動物魔法   |          | 2004/8/2         |
| 33   | 奧德修斯冒險記第三部～一波未平一波又起 |          | 2004/8/3         |
| 34   | 特洛伊戰爭                             |          | 2004/8/9         |
| 35   | 木馬屠城記                             |          | 2004/8/10        |
| 36   | 無法白頭偕老的愛情                     |          | 2004/8/30        |
| 37   | 花的故事                               |          | 2004/8/31        |
| 38   | 怪獸大集合                             |          | 2004/9/6         |
| 39   | 星座的故事                             |          | 2004/9/7         |

## 資料來源
- SBS官網-希臘封神榜 
- 群英社官網-天神向前衝 （页面存档备份，存于）